# Eslabón Armado
Eslabón Armado es una agrupación mexicoestadounidense de música regional mexicana especializada en los subgéneros del sierreño sinaloense y el sierreño urbano. El grupo está formado desde 2017 por Pedro Tovar (voz principal), Brian Tovar (bajo), Damián Pacheco (guitarra de doce cuerdas) y Ulises González (guitarra acústica). Han lanzado cinco álbumes de estudio y han recibido varios premios y nominaciones incluyendo dos Billboard Music Awards, dos Billboard Latin Music y dos Premios Latin American Music.

## Carrera
El grupo comenzó como un trío en 2017, integrado por los hermanos Pedro y Brian Tovar, junto a su amigo Gabriel Hidalgo. Siendo aún adolescentes, los tres comenzaron a estudiar y tocar música sierreña, así como otros géneros regionales mexicanos como el norteño. Influenciados por la música que escuchaban sus padres, el trío lanzó varios videos de presentaciones en vivo en YouTube y otras plataformas de redes sociales como TikTok, atrayendo la atención de distintos sellos discográficos. El trío fue descubierto más tarde por Ángel del Villar y firmaron con la compañía DEL Records.
En 2020, lanzaron sus primeros sencillos «Con tus besos» y «La trokita». Ambas canciones ingresaron a la lista Hot Latin Songs, alcanzando los números 15 y 37, respectivamente. Su álbum debut Tu veneno mortal fue lanzado el 6 de abril de 2020. Durante 2020, el trío lanzó dos álbumes más, Vibras de noche el 17 de julio y Corta venas el 18 de diciembre. Los tres álbumes encabezaron la lista de Regional Mexican Albums, mientras que los dos primeros fueron certificados platino en Estados Unidos. Tras el lanzamiento de los álbumes, Gabriel Hidalgo dejó la agrupación.
Su cuarto álbum Tu veneno mortal, vol. 2 fue lanzado el 25 de junio de 2021. En septiembre de 2021, Ulises González se unió al grupo, convirtiéndolos nuevamente en un trío. También en 2021, lanzaron «Jugaste y sufrí» una colaboración con DannyLux. La canción tuvo un gran éxito, alcanzando el puesto 69 en la lista Billboard Hot 100, siendo su primera aparición en la lista.
A principios de 2022, se incorporó al grupo Damián Pacheco. El 5 de mayo de 2022, el grupo lanzó Nostalgia. El álbum fue su quinto número uno consecutivo en la lista Regional Mexican Albums. Además, el álbum alcanzó el puesto número 9 en la lista Billboard 200, convirtiéndose en el primer álbum regional mexicano en lograr un top 10 en esa lista.

## Miembros
Miembros actuales
- Pedro Tovar - voz principal, guitarra de doce cuerdas (2017-presente)
- Brian Tovar - bajo (2017-presente)
- Ulises González - guitarra acústica (2021-presente)
- Damián Pacheco - guitarra de doce cuerdas (2022-presente)

Miembros antiguos
- Gabriel Hidalgo – guitarra, coros (2017-2020)

## Discografía

### Álbumes de estudio
| Título            | Detalles del álbum de estudio                                                                             | Posiciones pico en el gráfico | Posiciones pico en el gráfico | Posiciones pico en el gráfico | Certificaciones            |
| Título            | Detalles del álbum de estudio                                                                             | EU                            | EU Latn                       | MEX Reg.                      | Certificaciones            |
| ----------------- | --- | ----------------------------- | ----------------------------- | ----------------------------- | -------------------------- |
| Tu veneno mortal  | - Lanzamiento: 6 de abril de 2020 - Disquera: DEL Records - Formato: CD, descarga digital, streaming      | —                             | 7                             | 1                             | - RIAA : Platino (Latin)   |
| Vibras de noche   | - Lanzamiento: 17 de julio de 2020 - Disquera: DEL Records - Formato: CD, descarga digital, streaming     | 18                            | 1                             | 1                             | - RIAA: Platino (Latin)    |
| Corta venas       | - Lanzamiento: 18 de diciembre de 2020 - Disquera: DEL Records - Formato: CD, descarga digital, streaming | 56                            | 2                             | 1                             | - RIAA: 8× Platino (Latín) |
| Tu veneno, vol. 2 | - Lanzamiento: 25 de junio de 2021 - Disquera: DEL Records - Formato: CD, descarga digital, streaming     | 132                           | 5                             | 1                             | - RIAA: 3× Platino (Latín) |
| Nostalgia         | - Lanzamiento: 6 de mayo de 2022 - Disquera: DEL Records - Formato: CD, descarga digital, streaming       | 9                             | 2                             | 1                             | - RIAA: 2× Platino (Latin) |
| Desvelado         | - Lanzamiento: 28 de abril de 2023 - Disquera: DEL Records - Formato: CD, descarga digital, streaming     | —                             | —                             | —                             | —                          |

### Sencillos
| Título                                 | Año  | Posiciones más altas | Posiciones más altas | Posiciones más altas | Posiciones más altas | Posiciones más altas | Posiciones más altas | Posiciones más altas | Certificaciones            | Álbum              |
| Título                                 | Año  | EU                   | EU Latin             | MÉX                  | COL                  | BOL                  | ESP                  | Global               | Certificaciones            | Álbum              |
| -------------------------------------- | ---- | -------------------- | -------------------- | -------------------- | -------------------- | -------------------- | -------------------- | -------------------- | -------------------------- | ------------------ |
| «Con tus besos»                        | 2020 | —                    | 15                   | —                    | —                    | —                    | —                    | —                    |                            | Tu veneno mortal   |
| «La trokita»                           | 2020 | —                    | 37                   | —                    | —                    | —                    | —                    | —                    |                            | Vibras de noche    |
| «Te encontré» (con Ulices Chaidez)     | 2021 | —                    | 30                   | —                    | —                    | —                    | —                    | —                    |                            | Sencillo sin álbum |
| «Lamento boliviano»                    | 2021 | —                    | —                    | —                    | —                    | —                    | —                    | —                    |                            | Sencillo sin álbum |
| «Entre la lumbre»                      | 2021 | —                    | —                    | —                    | —                    | —                    | —                    | —                    |                            | Sencillo sin álbum |
| «Jugaste y sufrí» (con DannyLux)       | 2021 | 69                   | 3                    | —                    | —                    | —                    | —                    | 111                  |                            | Corta venas        |
| «Navidad sin ti»                       | 2021 | —                    | —                    | —                    | —                    | —                    | —                    | —                    |                            | Sencillo sin álbum |
| «Ella baila sola» (con Peso Pluma)     | 2023 | 4                    | 1                    | 1                    | 1                    | 2                    | 91                   | 1                    | - RIAA: 4× Platino (Latin) | Desvelado          |
| «Quédate conmigo» (con Grupo Frontera) | 2023 | —                    | —                    | —                    | —                    | —                    | —                    | —                    |                            | Desvelado          |

### Otras canciones en listas
| Título                               | Año  | Posiciones más altas | Posiciones más altas | Álbum                    |
| Título                               | Año  | EU                   | EU Latin             | Álbum                    |
| ------------------------------------ | ---- | -------------------- | -------------------- | ------------------------ |
| «Dame tu calor»                      | 2020 | —                    | 5                    | Vibras de noche          |
| «Tal vez»                            | 2020 | —                    | 15                   | Vibras de noche          |
| «Ganas que te tengo»                 | 2020 | —                    | 22                   | Vibras de noche          |
| «Sube al carro»                      | 2020 | —                    | 21                   | Vibras de noche          |
| «¿Dónde has estado?»                 | 2020 | —                    | 29                   | Vibras de noche          |
| «Tu canción»                         | 2020 | —                    | 46                   | Vibras de noche          |
| «24 Horas»                           | 2020 | —                    | 47                   | Vibras de noche          |
| «Ando más que mal»                   | 2021 | —                    | 10                   | Corta venas              |
| «La mejor de todas»                  | 2021 | —                    | 26                   | Corta venas              |
| «Mi historia entre tus dedos»        | 2021 | —                    | 28                   | Corta venas              |
| «El tiempo nos cambió»               | 2021 | —                    | 47                   | Corta venas              |
| «Regresa mami»                       | 2021 | —                    | 25                   | Tu veneno mortal, Vol. 2 |
| «No dudes de ti»                     | 2021 | —                    | 45                   | Tu veneno mortal, Vol. 2 |
| «Si superias» (con DannyLux)         | 2022 | —                    | 27                   | Nostalgia                |
| «Hasta la Muerte» (con Iván Cornejo) | 2022 | —                    | 35                   | Nostalgia                |
| «Vete a la fregada»                  | 2022 | —                    | 31                   | Nostalgia                |
| "Dos Morritas" (con Junior H)        | 2022 | —                    | 28                   | Nostalgia                |
| «Modo Depre :(»                      | 2022 | —                    | 32                   | Nostalgia                |
| «La perrie» (con Fuerza Regida)      | 2022 | —                    | 38                   | Nostalgia                |
| «Luces rojas»                        | 2022 | —                    | 39                   | Nostalgia                |
| «Mente en alto»                      | 2022 | —                    | 42                   | Nostalgia                |
| «Solo» (con Erre)                    | 2022 | —                    | 43                   | Nostalgia                |

## Premios y nominaciones
| Año  | Premios                      | Categoría                                          | Trabajo nominado                   | Resultado | Ref.   |
| ---- | ---------------------------- | -------------------------------------------------- | ---------------------------------- | --------- | ------ |
| 2021 | Premios Latin American Music | Artista del Año                                    | Eslabón Armado                     | Nominado  |        |
| 2021 | Premios Latin American Music | Nuevo Artista del Año                              | Eslabón Armado                     | Nominado  |        |
| 2021 | Premios Latin American Music | Dúo o Grupo Favorito                               | Eslabón Armado                     | Ganador   |        |
| 2021 | Premios Latin American Music | Dúo o Grupo de Regional Mexicano Favorito          | Eslabón Armado                     | Ganador   |        |
| 2021 | Premios Latin American Music | Álbum Favorito – Regional Mexicano                 | Tu Veneno Mortal                   | Nominado  |        |
| 2021 | Billboard Music Awards       | Top Latin Dúo/Group                                | Eslabón Armado                     | Ganador   | [ 13 ] |
| 2021 | Premio Lo Nuestro            | Canción Sierreña Del Año – Regional Mexicano       | «Con Tus Besos»                    | Nominado  | [ 14 ] |
| 2021 | Premios Juventud             | Canción Viral del Año                              | «Con Tus Besos»                    | Nominado  | [ 15 ] |
| 2021 | Premios Juventud             | La Nueva Generación – Regional Mexicano            | Eslabón Armado                     | Nominado  | [ 15 ] |
| 2021 | Billboard Latin Music Awards | Nuevo Artista del Año                              | Eslabón Armado                     | Nominado  |        |
| 2021 | Billboard Latin Music Awards | "Hot Latin Songs" Artista del Año – Dúo o Grupo    | Eslabón Armado                     | Nominado  |        |
| 2021 | Billboard Latin Music Awards | "Top Latin Albums" Artista del Año – Dúo o Grupo   | Eslabón Armado                     | Ganador   |        |
| 2021 | Billboard Latin Music Awards | Artista Regional Mexicano del Año, Dúo o Grupo     | Eslabón Armado                     | Nominado  |        |
| 2021 | Billboard Latin Music Awards | Álbum Regional Mexicano del Año                    | Tu Veneno Mortal                   | Ganador   |        |
| 2021 | Billboard Latin Music Awards | Álbum Regional Mexicano del Año                    | Corta Venas                        | Nominado  |        |
| 2021 | Billboard Latin Music Awards | Álbum Regional Mexicano del Año                    | Vibras de Noche                    | Nominado  |        |
| 2021 | American Music Awards        | Dúo o Grupo Favorito – Latino                      | Eslabón Armado                     | Nominado  | [ 16 ] |
| 2022 | Latin American Music Awards  | Artista del Año                                    | Eslabón Armado                     | Nominado  | [ 17 ] |
| 2022 | Latin American Music Awards  | Dúo o Grupo Favorito                               | Eslabón Armado                     | Nominado  | [ 17 ] |
| 2022 | Latin American Music Awards  | Dúo o Grupo Favorito – Regional Mexicano           | Eslabón Armado                     | Nominado  | [ 17 ] |
| 2022 | Latin American Music Awards  | Álbum del Año                                      | Corta Venas                        | Nominado  | [ 17 ] |
| 2022 | Latin American Music Awards  | Álbum Favorito – Regional Mexicano                 | Corta Venas                        | Nominado  | [ 17 ] |
| 2022 | iHeartRadio Music Awards     | Álbum del Año – Regional Mexicano                  | Corta Venas                        | Ganador   | [ 18 ] |
| 2022 | iHeartRadio Music Awards     | Mejor Nuevo Artista – Latino                       | Eslabón Armado                     | Nominado  | [ 18 ] |
| 2022 | Billboard Music Awards       | Mejor Dúo/Grupo – Latino                           | Eslabón Armado                     | Ganador   | [ 19 ] |
| 2022 | Billboard Music Awards       | Mejor Álbum Latino                                 | Corta Venas                        | Nominado  | [ 19 ] |
| 2022 | Premio Lo Nuestro            | Canción Sierreña del Año                           | «Te Encontré» (con Ulices Chaidez) | Nominado  | [ 20 ] |
| 2022 | Premios Juventud             | Mejor Colaboración – Regional Mexicano             | «Te Encontré» (con Ulices Chaidez) | Nominado  | [ 21 ] |
| 2022 | Billboard Latin Music Awards | "Hot Latin Songs" Artista del Año – Dúo o Grupo    | Eslabón Armado                     | Nominado  | [ 22 ] |
| 2022 | Billboard Latin Music Awards | "Top Latin Albums" Artista del Año – Dúo o Grupo   | Eslabón Armado                     | Ganador   | [ 22 ] |
| 2022 | Billboard Latin Music Awards | Artista del Año de Regional Mexciano – Dúo o Grupo | Eslabón Armado                     | Ganador   | [ 22 ] |
| 2022 | Billboard Latin Music Awards | Canción del Año – Regional Mexicano                | «Jugaste y sufrí»(con DannyLux)    | Nominado  | [ 22 ] |
| 2022 | Billboard Latin Music Awards | Álbum del Año – Regional Mexicano                  | Nostalgia                          | Nominado  | [ 22 ] |
| 2022 | Billboard Latin Music Awards | Álbum del Año – Regional Mexicano                  | Tu Veneno Mortal, Vol. 2           | Nominado  | [ 22 ] |
| 2023 | Latin American Music Awards  | Artista del Año                                    | Eslabón Armado                     | Pendiente | [ 23 ] |
| 2023 | Latin American Music Awards  | Dúo o Grupo Favorito – Regional Mexicano           | Eslabón Armado                     | Pendiente | [ 23 ] |
| 2023 | Latin American Music Awards  | Mejor Colaboración – Regional Mexicano             | «Jugaste y sufrí»(con DannyLux)    | Pendiente | [ 23 ] |
| 2023 | Latin American Music Awards  | Álbum del Año                                      | Nostalgia                          | Pendiente | [ 23 ] |
| 2023 | Latin American Music Awards  | Álbum Favorito – Regional Mexicano                 | Nostalgia                          | Pendiente | [ 23 ] |